# Judia Ward (doyenne de l'humanité)
Judia Ward, née McDaniel le 15 juin 1868, décédée le 26 août 1981, est une supercentenaire américaine reconnue pour avoir été la doyenne de l'humanité du 27 janvier 1981 jusqu'à sa mort.

## Biographie
Judia Ward est née Judia McDaniel à Campbell, en Virginie, aux États-Unis. Elle était la fille d'Anderson et de Charlotte McDaniel. Elle a épousé George Ward et a eu dix enfants, son dernier fils, Percell, étant né alors que sa mère avait atteint l'âge de 48 ans.
Elle a vécu toute sa vie en Virginie. Judia Ward est décédée à Lynchburg, en Virginie, le 26 août 1981, à l'âge de 113 ans et 72 jours. À sa mort, elle était la personne la plus âgée du monde. Son cas a été validé par le Groupe de recherche en gérontologie (GRG) en 2022.